# Staatenbericht (Menschenrechtsabkommen)
Ein Staatenbericht im Kontext eines Menschenrechtsabkommens erfolgt in der Regel aufgrund einer Vertragsklausel in periodischen, mehrjährigen Abständen an das zu diesem Zweck eingesetzte Vertragsorgan. Darin legt der Vertragsstaat Rechenschaft ab und berichtet über den Stand der Verwirklichung der im Abkommen kodifizierten Menschenrechte, über die im Berichtszeitraum aufgetretenen Probleme und ihre Lösungsversuche sowie gegebenenfalls über den Fortschritt bei der Umsetzung von Empfehlungen des Vertragsorgans hinsichtlich früherer Staatenberichte. Die Vertragsorgane hören Regierungsdelegationen ebenso an wie zivilgesellschaftliche Organisationen. Es hat sich eingebürgert, dass diese Organisationen dazu sogenannte Parallelberichte oder Alternativberichte vorlegen. Menschenrechtsorganisationen kritisieren, dass eine ganze Reihe von Staaten ihren Berichtspflichten sehr häufig mit mehrjährigen Verspätungen oder sogar gar nicht nachkommen. 
Deutschland war 2006 ein Jahr im Rückstand mit seinem Bericht zur Umsetzung der Antirassismuskonvention an den Antirassismusausschuss. 